# Waterloo (Oregon)
Pour les articles homonymes, voir Waterloo (homonymie).
Waterloo est une ville américaine située dans l'État de l'Oregon et dans le comté de Linn.

## Démographie
Au recensement de 2010, sa population était de 229 habitants dont 79 ménages et 62 familles résidentes. La densité de population était de hab/km2
La répartition ethnique était de 96,5 % d'Euro-Américains et 3,5 % d'autres races.
En 2000, le revenu moyen par habitant était de 13 931 dollars avec 11,7 % vivant sous le seuil de pauvreté.